# Miltochrista spilosomoides
Miltochrista spilosomoides là một loài bướm đêm thuộc phân họ Arctiinae, họ Erebidae.